# جون بيتس (مصمم أزياء)
جون بيتس (بالإنجليزية: John Bates)‏ هو مصمم أزياء بريطاني، ولد في 1938.